# Урнула бокальчатая
У́рнула бока́льчатая, или широкобокалови́дная (лат. Úrnula cratérium) — вид грибов, входящий в род Урнула (Urnula) семейства Саркосомовые (Sarcosomataceae). Типовой вид рода.

## Описание

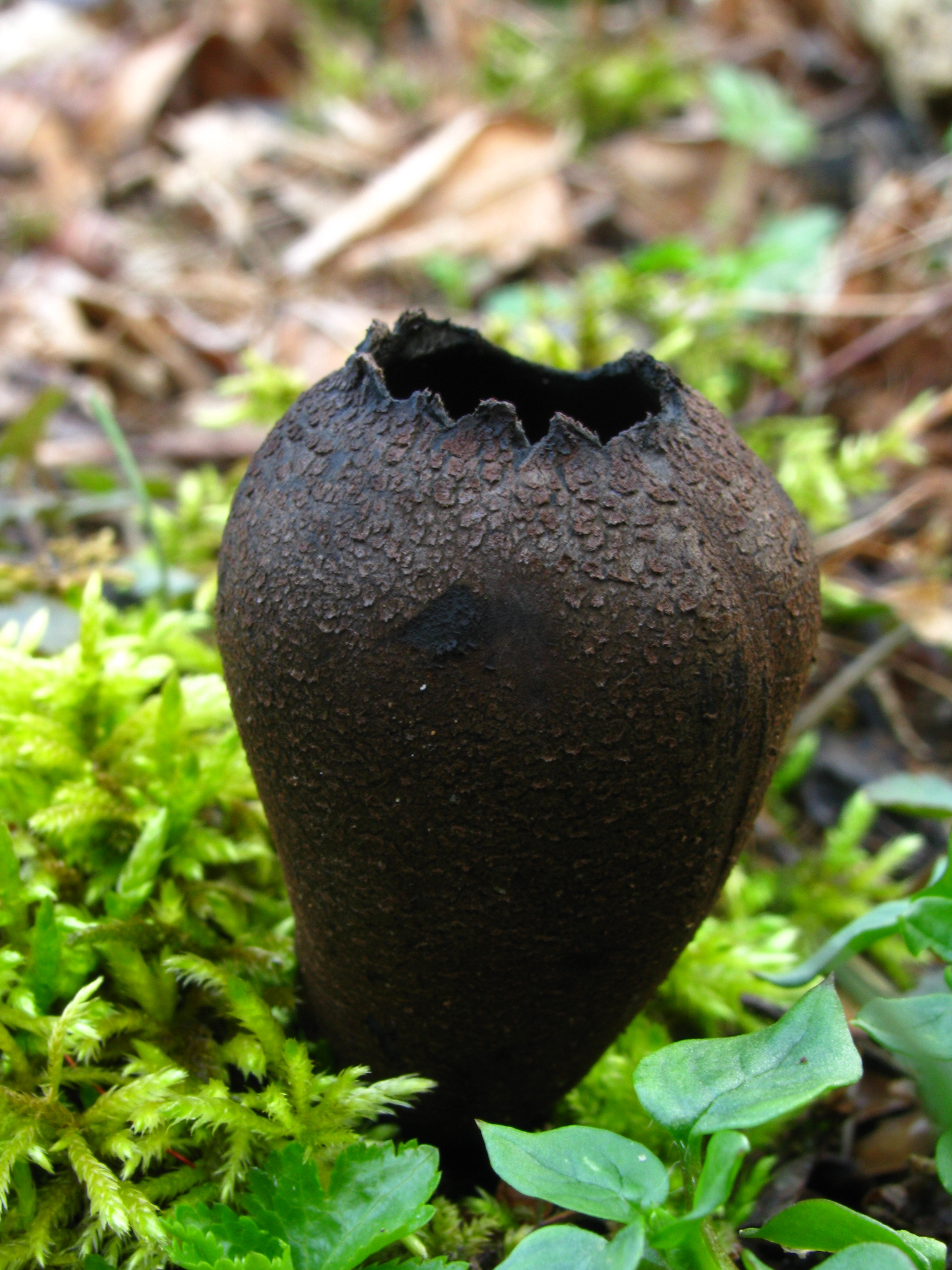
Плодовые тела урнулы имеют характерную форму

Плодовые тела — сначала булавовидные и закрытые, затем раскрывающиеся в глубокочашевидные апотеции на длинной ложной ножке, 4,5—10,5 см высотой и 2—7 см в диаметре, с возрастом укорачивающиеся и расширяющиеся. Край апотеция часто изорванный или звездчатый. Внутренняя спороносная поверхность — гименофор — гладкая, чёрная до коричнево-чёрной; внешняя стерильная поверхность бархатисто-ворсистая, чёрно-коричневая или чёрно-серая.
Споры в массе белого цвета. Аски цилиндрической формы, 200—600×12—17 мкм, содержат 8 спор, каждая из которых одноклеточная, широкоэллиптической формы, с гладкими стенками, 25—35×12—14 мкм. Парафизы нитевидные, с булавовидно утолщённым концом, бледно-коричневые.
Пищевого значения не имеет, считается несъедобным грибом. Обладает неприятным вкусом, однако токсичных веществ не содержит.

## Экология и ареал
Сапротроф, произрастает на гниющей древесине, часто зарытой, из-за чего основание ножки нередко также погружено в землю. Плодовые тела появляются ранней весной, группами.
Урнула бокальчатая широко распространена в Евразии и Северной Америке. Во многих странах Европы редка, внесена в Красные книги.

## Синонимы
- Cenangium craterium (Schwein.) Fr., 1828
- Craterium microcrater Hazsl., 1887
- Dermatea craterium (Schwein.) Rehm, 1894
- Dermea craterium (Schwein.) Schwein., 1832
- Geopyxis craterium (Schwein.) Rehm, 1894
- Peziza adusta Schulzer, 1866
- Peziza craterium Schwein., 1822basionym
- Plectania adusta (Schulzer) Sacc., 1889
- Sarcoscypha craterium (Schwein.) Bánhegyi, 1938
- Scutellinia adusta (Schulzer) Kuntze, 1891
- Scypharia craterium (Schwein.) Quél., 1886
- Urnula microcrater (Hazsl.) Sacc., 1889